# Région de Bundaberg
La région de Bundaberg (en anglais : Bundaberg Region) est une zone d'administration locale située dans l'État du Queensland en Australie, dont le siège est Bundaberg.

## Géographie
La zone s'étend sur 6 431 km2 dans la région de Wide Bay-Burnett à l'est du Queensland, et s'ouvre sur la mer de Corail.
Elle comprend la ville de Bundaberg, ainsi que les localités d'Apple Tree Creek, Avondale, Bargara, Booyal, Burnett Heads, Buxton, Childers, Elliott Heads, Gin Gin, Innes Park, Isis Central, Moore Park, Tirroan, Wallaville et Woodgate.

## Histoire
La région est créée le 15 mars 2008, conformément à la loi de 2007 sur la réforme de l'administration locale adoptée par l'Assemblée législative du Queensland, par la fusion de la ville de Bundaberg avec les comtés de Burnett, d'Isis et de Kolan. 

## Démographie
| 2011   | 2016   | 2021   |
| ------ | ------ | ------ |
| 89 810 | 92 897 | 99 215 |

## Politique et administration
Le conseil comprend le maire et dix autres membres, élus pour un mandat de quatre ans. Les dernières élections ont eu lieu le 28 mars 2020.

### Liste des maires
| Période | Période  | Identité          | Étiquette   | Qualité |
| ------- | -------- | ----------------- | ----------- | ------- |
| 2008    | 2012     | Lorraine Pyefinch |             |         |
| 2012    | 2016     | Malcolm Foreman   |             |         |
| 2016    | en cours | Jack Dempsey      | Indépendant |         |

La zone est rattachée aux circonscriptions de Flynn et Hinkler pour les élections fédérales et à celles de Bundaberg, Burnett et Callide pour les élections à l'Assemblée législative du Queensland.